# Наводнение в Уттаракханде (2025)
Внезапное наводнение в Уттаракханде в 2025 году произошло 5 августа 2025 года в Уттаркаши, Уттаракханд, Индия. В результате стихийного бедствия погибли по меньшей мере 4 человека, ещё около 60 пропали без вести.

## Причины
Утром 5 августа 2025 года в верхнем водосборном бассейне реки Кхир-Ганга в районе Уттаркаши штата Уттаракханд прошёл ливень. Внезапный и сильный дождь привёл к масштабному внезапному наводнению, в результате которого река Кхир-Ганга вышла из берегов с ужасающей силой. Паводковые воды, несущие с собой большое количество мусора и грязи, затопили деревню Дхарали и прилегающие территории. Метеорологический департамент Индии ранее выпустил предупреждение о сильных осадках в регионе до 10 августа.

## Жертвы и ущерб
Внезапное наводнение вызвало массовые разрушения, особенно в деревне Дхарали, которая находится на пути паломников в Ганготри Дхам. Первоначальные сообщения подтвердили гибель четырех человек, и многие другие люди, как опасаются, пропали без вести. Индийская армия сообщила, что раненые получают медицинскую помощь в медицинском учреждении индийской армии в Харсиле. Армия также сообщила, что 15-20 человек были успешно эвакуированы. По оценкам местных жителей, под обломками могли оказаться от 10 до 12 человек. Впечатляющие кадры с места происшествия показали, что дома, магазины и другая инфраструктура были сметены бушующим потоком. По предварительным оценкам, по меньшей мере 50 отелей были затоплены или смыты, а жилые дома, возможно, полностью разрушены. В ходе другого инцидента в районе Банала Патти в Баркот техсиле, как сообщается, были смыты водой 18 коз.

## Спасательные операции
Получив известие о катастрофе, бригада «Ибекс» индийской армии вместе с отрядами Национальных сил реагирования на стихийные бедствия (NDRF) и Государственных сил реагирования на стихийные бедствия (SDRF) была немедленно мобилизована и направлена в пострадавшие районы. Магистрат округа Уттаркаши подтвердил, что спасательные команды в настоящее время оценивают масштаб ущерба и участвуют в поисково-спасательных операциях. Полиция Уттаркаши призвала жителей и туристов держаться подальше от вышедших из берегов рек. Главный министр штата Уттаракханд Пушкар Сингх Дхами находится в постоянном контакте с высокопоставленными чиновниками, следит за развитием ситуации и следит за тем, чтобы меры по оказанию помощи принимались в экстренном порядке.

## Последствия
Внезапное наводнение и ливневые паводки оказали значительное влияние на инфраструктуру региона и транспортное сообщение. Стихийное бедствие привело к нарушению транспортного сообщения с Ганготри-Дхамом, а на Чар-Дхам-ятру повлияли вызванные дождём оползни и внезапные наводнения. Прогноз Метеорологического департамента Индии о продолжении сильных дождей вызвал опасения по поводу возможных новых чрезвычайных ситуаций. События в Уттаракханде и других частях Гималайского региона, таких как Джамму и Кашмир, высветили разрушительные последствия экстремальных погодных условий, и официальные лица поддерживают круглосуточную бдительность в уязвимых зонах. Жители пострадавших районов находятся в состоянии шока, многие семьи перемещены, предприятия разрушены. В центре внимания по-прежнему остаются спасение, реабилитация и минимизация будущих рисков, поскольку сезон муссонов продолжается. Второй облачный взрыв обрушился на вершину Сукхи близ Дхарали вскоре после первого. В настоящее время оценивается масштаб ущерба.

## Реакции

### Внутренние реакции
- Министр внутренних дел Амит Шах провёл переговоры с главным министром штата Уттаракханда Пушкаром Сингхом Дхами, чтобы оценить ситуацию. Шах заверил, что будет оказана вся необходимая помощь, и направил семь спасательных команд, в том числе три команды Индо-Тибетской пограничной полиции  и четыре команды Национальных сил реагирования на стихийные бедствия. Премьер-министр Нарендра Моди также выразил соболезнования пострадавшим и заявил, что спасательные команды делают всё возможное, чтобы помочь людям[10].
- Главный министр штата Уттаракханда Пушкар Сингх Дхами назвал известие о потерях "чрезвычайно печальным и болезненным". Он подтвердил, что Национальные силы реагирования на стихийные бедствия, районная администрация и другие команды участвовали в спасательных операциях на "военной основе". Дхами заявил, что находится в постоянном контакте со старшими должностными лицами, чтобы следить за ситуацией и обеспечивать, чтобы помощь дошла до пострадавших[11].
- Командование «Сурья» индийской армии, в частности «Бригада Ибекс», было в числе первых, кто отреагировал на происшествие. Войска были немедленно переброшены в пострадавший район в деревне Дхарали для оценки ситуации и проведения спасательных операций. Армия заявила, что «решительно поддерживает наших граждан во время этого стихийного бедствия»[12].
- Местные и очевидцы описали происходящее паникой и разрушенями. Один сельский житель сообщил, что 10-12 человек могли быть погребены под обломками и что до 25 отелей и семей могли быть смыты водой. Видеозаписи, сделанные в этом районе, показывают обрушивающийся поток воды, люди кричат в панике, когда сносятся дома. Местные жители отметили, что никогда раньше не были свидетелями катастрофы такого масштаба[13].

### Международная реакция
Это событие освещалось международными новостными агентствами, такими как Arab News, Deutsche Welle (DW) и The Straits Times.